# Кањи (Калвадос)
Кањи (фр. Cagny) насеље је и општина у северној Француској у региону Доња Нормандија, у департману Калвадос која припада префектури Кан.
По подацима из 2011. године у општини је живело 1384 становника, а густина насељености је износила 163,59 становника/km². Општина се простире на површини од 8,46 km². Налази се на средњој надморској висини од 22 метара (максималној 32 m, а минималној 13 m).

## Демографија
| 1962. | 1968. | 1975. | 1982. | 1990. | 1999. | 2011. |
| ----- | ----- | ----- | ----- | ----- | ----- | ----- |
| 710   | 1.021 | 994   | 878   | 1.650 | 1.592 | 1.384 |

График промене броја становника у току последњих година